# Princesse Rishi
La princesse Rishi (利子内親王, Rishi naishin'nō) (1197 – 25 janvier 1251) est princesse puis impératrice consort du Japon. Elle est la belle-mère (准母, Junbo) de l'empereur Shijō.

## Source de la traduction
- (en) Cet article est partiellement ou en totalité issu de l’article de Wikipédia en anglais intitulé « Princess Rishi » (voir la liste des auteurs).